# جبر أباد (دلغان)
جبر أباد (بالفارسية: جبرآباد) هي قرية تقع في قسم دلغان الريفي (مقاطعة دلغان) في إيران. يقدر عدد سكانها بـ 672 نسمة بحسب إحصاء 2016.